# Solomon Alabi
Pour les articles homonymes, voir Alabi.
Solomon Alabi, né le 21 mars 1988 à Kaduna, au Nigeria, est un joueur nigérian de basket-ball, évoluant au poste de pivot.

## Carrière
Après trois saisons aux Seminoles de Florida State, Solomon Alabi est sélectionné par les Mavericks de Dallas au 50e rang de la draft 2010.
Il est immédiatement transféré aux Raptors de Toronto. Il signe son contrat le 8 juillet 2010. Le 15 novembre 2010, ils l'envoient aux BayHawks d'Érié. Il est rappelé le 9 décembre 2010, puis renvoyé à Érié le 6 janvier 2011, et de nouveau rappelé par les Raptors le 14 janvier 2011. Le 9 mars 2011, il est renvoyé une troisième fois en D-League. Enfin, il est rappelé dans l'effectif des Raptors le 5 avril 2011.
Le 4 janvier 2012, Alabi est envoyé chez le Jam de Bakersfield en D-League. Il est rappelé dans l'effectif des Raptors le 22 janvier 2012. Le 26 avril 2012, contre les Nets du New Jersey, il établit ses records en carrière avec 11 points, 19 rebonds et 3 contres en 40 minutes lors du dernier match de la saison régulière.
Le 1er octobre 2012, il signe avec les Hornets de La Nouvelle-Orléans. Cependant, il est coupé de l'effectif le 27 octobre.
Le 28 décembre 2012, il rejoint le Stampede de l'Idaho. Il est remercié le 1er mars 2013.
Le 21 mars 2013 il signe avec le club de première division grecque de l'Ikaros Kallitheas.
Le 28 septembre 2013, Alabi signe avec les Sixers de Philadelphie. Toutefois, il est coupé de l'effectif le 5 octobre.  Il signe plus tard avec les Yulon Dinos de Taïwan pour la saison 2013-2014.